# Місто в облозі (фільм, 2010)
Місто в облозі — гонконзький науково-фантастичний бойовик 2010 року, знятий режисером, продюсером, співмонтажером і сценаристом Бенні Чаном.

## Про фільм
Група мандрівних циркачів почнає вести себе дивно після випадкового впливу хімічного газу, залишеного японською армією на одному із складів під час Другої світової війни. Цей вплив наділяє їх надлюдськими здібностями.

## Знімались
| Актор       | Роль      |
| ----------- | --------- |
| Аарон Квок  | Санні     |
| Шу Ці       | Ейнджел   |
| Ву Цзін     | Сун Гао   |
| Чжан Цзінчу | Ченг      |
| Кріссі Чау  | Юю        |
| Колін Чоу   | Шанг      |
| Еланне Конг | заміняюча |